# Câmera escura

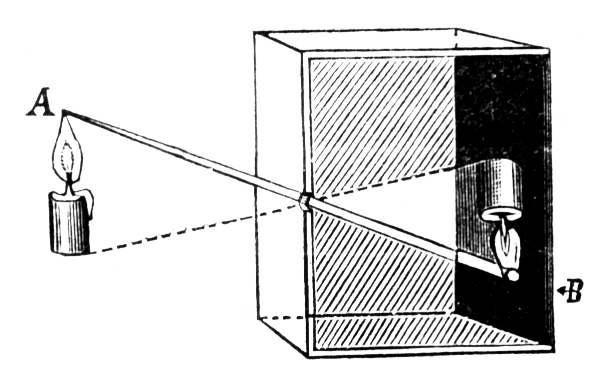

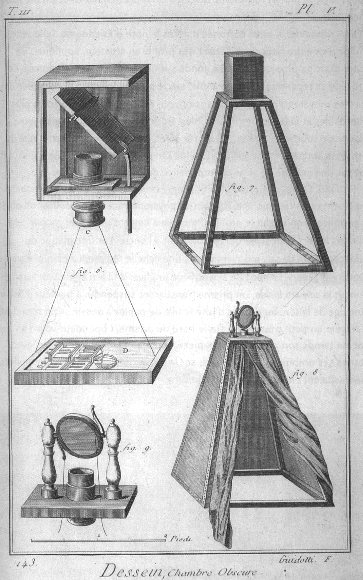
Modelos de câmeras escuras.

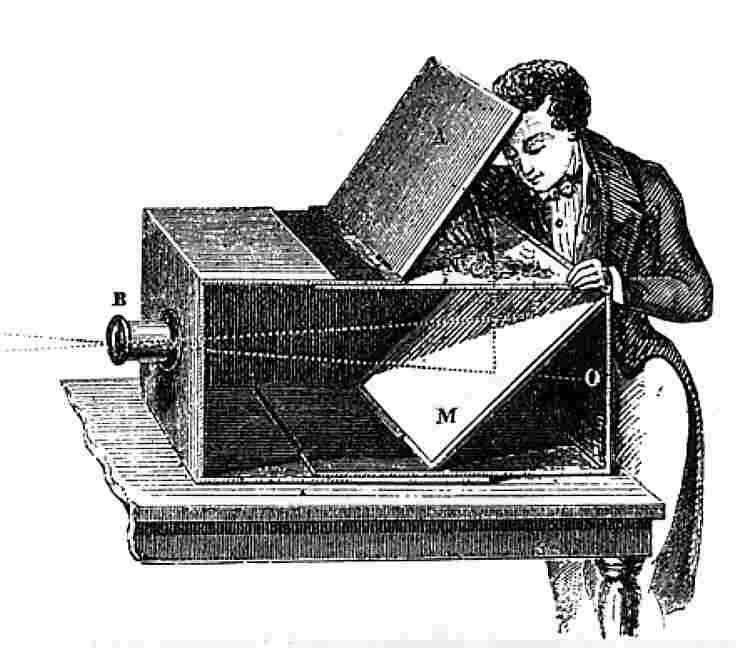
Câmera escura do século XVIII

Câmera escura (português brasileiro) ou câmara escura (português europeu) (do latim camera obscura) é um tipo de aparelho óptico baseado no princípio de mesmo nome, o qual esteve na base da invenção da fotografia no início do século XIX. A câmera escura consiste numa caixa (que pode ter alguns centímetros ou atingir as dimensões de uma sala) com um orifício em uma de suas faces. A luz, refletida por algum objeto externo, entra por este orifício, atravessa a caixa e atinge a superfície interna oposta, onde se forma uma imagem invertida (enantiomorfa) daquele objeto.

## História
A referência mais antiga conhecida ao princípio da câmera escura é de um texto chinês chamado "Mozi", do século V a.C. Na Grécia clássica, o princípio é mencionado na compilação aristotélica "Problemas". Na versão original da "Óptica" de Euclides, não há menção à câmera escura; somente no século XVI, numa tradução comentada por Ignazio Danti, ela aparece como uma demonstração de que a luz se propaga em linha reta.
O primeiro aparelho identificado como uma câmera escura foi construído em meados do século VI d.C, em experimentos de Antêmio de Trales. No século XI, durante a Dinastia Song, foi usado para aplicar atributos geométricos e quantitativos.
Por volta do século XVII, os desenvolvimentos seguintes por Robert Boyle e o criador do microscópio Robert Hooke, mais facilmente modelos portáteis se tornaram disponíveis, estes foram amplamente utilizados por artistas amadores e também por profissionais, como, por exemplo, o famoso pintor holandês Johannes Vermeer. Além disso, ingleses do século XIII fizeram uso de uma câmara escura para a observação segura de eclipse solar. Tais câmeras foram mais tarde adaptadas para criar as primeiras fotografias.
Algumas câmeras escuras foram construídas como atrações turísticas, embora poucas existam ainda hoje. Exemplos podem ser encontrados em Grahamstown na África, Bristol na Inglaterra, Kirriemuir, Dumfries e Edinburgh, Escócia, Santa Monica e São Francisco, Califórnia. Existe uma grande e bem montada câmera escura no Museu da Vida da Fundação Oswaldo Cruz no Rio de Janeiro. Em Lisboa, no Castelo de São Jorge, existe uma câmara escura com periscópio gigante, através do qual é possível observar imagens da cidade em movimento.

## Construção
Pode fazer-se uma câmara escura simples a partir de uma caixa onde se perfura um pequeno orifício em uma das paredes. Com uma abertura pequena o suficiente, a luz de apenas uma parte da cena pode acertar qualquer parte específica da parede de trás; quanto menor o buraco, mais definida a imagem no lado de trás. Com esse dispositivo simples a imagem fica sempre invertida, embora usando espelhos seja possível projetar uma imagem que não fique ao contrário.